# After LIKE
〈After LIKE〉(애프터 라이크)는 대한민국의 걸 그룹 IVE의 세 번째 싱글 음반이다. 이 싱글 앨범은 스타쉽 엔터테인먼트에서 2022년 8월 22일에 발매되었으며, 동명의 리드 싱글을 포함하여 두 곡이 수록되어 있다.

## 배경 및 발매
2022년 7월 18일, 대한민국의 뉴스 매체들은 아이브가 8월 말에 새로운 음악을 발표할 것이라고 보도했다. 7월 24일부터, 6인조 그룹은 다가오는 세 번째 싱글 앨범의 첫 번째 티저와 세부 정보를 공유하며, 아이브의 새 프로젝트가 8월 22일에 발매될 것이라고 밝혔다. 이것은 또한 그들의 마지막 싱글 앨범인 LOVE DIVE 이후 첫 번째 발매를 기록했는데, 이것은 상업적인 성공을 거두었다. 이 앨범의 예약 주문은 빠르게 진행되었으며, 포토북과 보석 케이스 패키지로 판매되고 있다. 8월 8일, 트랙 리스트가 공개되었고 타이틀 곡으로 〈After Like〉가 확정되었다. 준비 기간 동안 콘셉트 포토, 뮤직비디오 티저 등 여러 티저가 공개됐다.

## 구성
〈After LIKE〉은 동명의 타이틀곡과 "My Satfulation"의 2개의 트랙으로 구성되어 있다. 리드 싱글 "After Like"는 글로리아 게이너의 "I Will Survive"를 샘플링한 팝 앤 하우스 곡이다.

## 수록곡 목록
| #            | 제목                | 작사         | 작곡                                                                                            | 편곡 | 재생 시간 |
| ------------ | ------------------- | ------------ | ----------------------------------------------------------------------------------------------- | ---- | --------- |
| 1.           | 〈After LIKE〉      | 서지음       | Ryan S.Jhun, Anders Nilsen, Andrè Jensen, Iselin Solheim, F. Perren, D. Fekaris                 | 2:57 |           |
| 2.           | 〈My Satisfaction〉 | 이스란       | Ryan S.Jhun, Josh Cumbee, Afshin Salmani, Nat Dunn, Ilan Kidron, Anna Timgren, Justin Reinstein | 3:13 |           |
| 총 재생 시간 | 총 재생 시간        | 총 재생 시간 | 총 재생 시간                                                                                    | 6:10 |           |

## 발매 역사
| 국가     | 날짜            | 포맷                     | 라벨                      |
| -------- | --------------- | ------------------------ | ------------------------- |
| 대한민국 | 2022년 8월 22일 | CD                       | Starship 카카오 더 오차드 |
| 다양함   | 2022년 8월 22일 | 디지털 다운로드 스트리밍 | Starship 카카오 더 오차드 |